# Cerura grandis
Cerura grandis är en fjärilsart som beskrevs av William Schaus 1901. Cerura grandis ingår i släktet Cerura och familjen tandspinnare. Inga underarter finns listade i Catalogue of Life.